# Noël (Nouvelle-Écosse)
Pour les articles homonymes, voir Noël (homonymie).

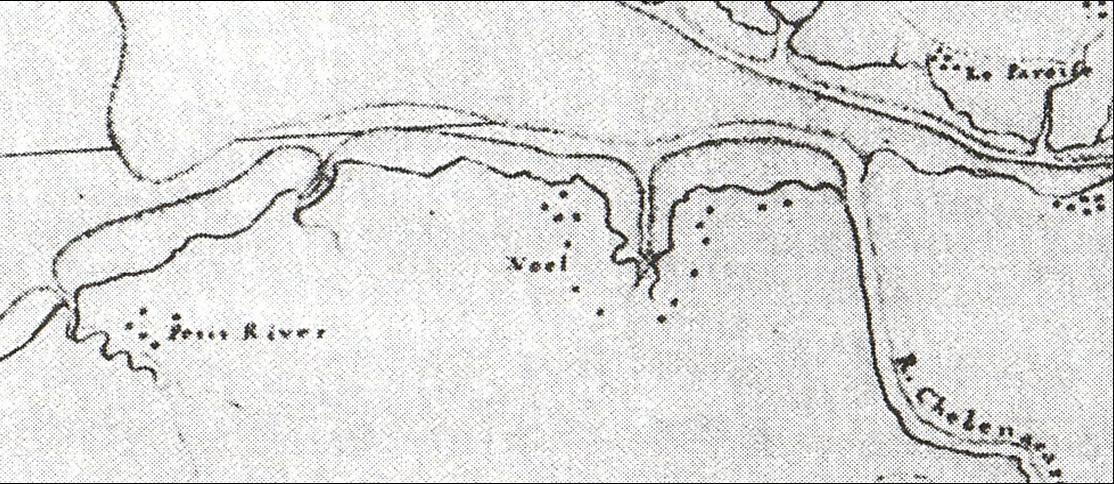
Carte de la côte d'Acadie autour du village de Noël.

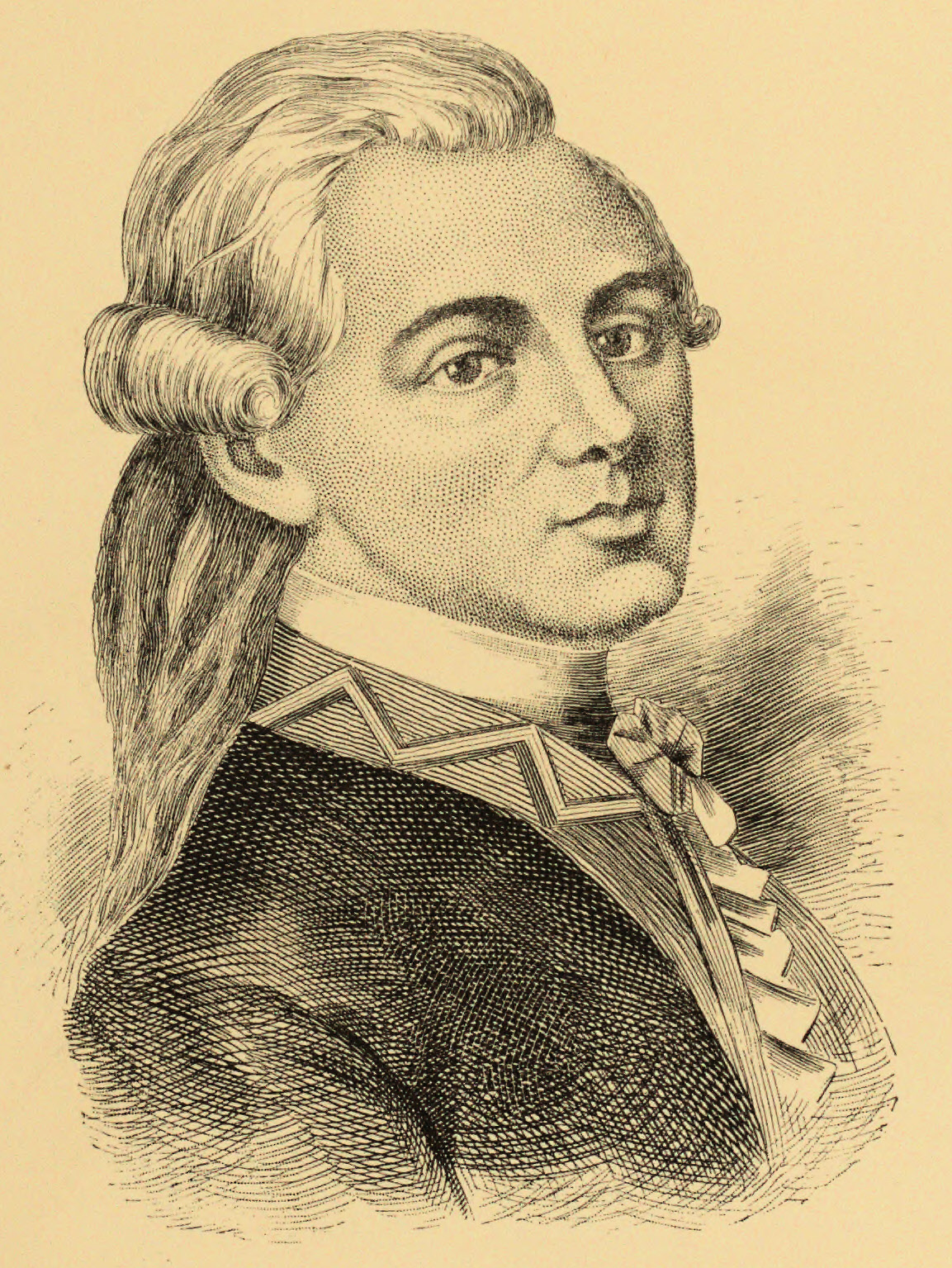
L'officier canadien Daniel Liénard de Beaujeu accueilli dans le village de Noël avec ses soldats.

Le village de Noël est situé dans le comté de Hants sur la rive Sud du bassin des Mines dans la province maritime de la Nouvelle-Écosse.

## Histoire
Le lieu était dénommé Trejeptick par les Amérindiens de la Nation Micmac qui signifiait "roches usées" en raison du grès érodé des falaises. Le village de Noël a été fondé par les Acadiens au cours du XVIIe siècle lors de la colonisation de l'Acadie. Il prit le nom de Noël lorsque le village eut pour chef Noël Doiron qui vécut dans cette communauté villageoise avec sa femme Marie et leurs nombreux enfants dans leur villa Noël. Noël Doiron fit ériger une chapelle sur les hauteurs du village face à la petite baie de Noël donnant sur le bassin des Mines.
Lors de la guerre anglo-micmac, les Acadiens furent les alliés des Amérindiens Micmac contre les troupes anglaises.
Durant la guerre de Sept Ans, le village de Noël accueillit l'officier canadien Daniel Liénard de Beaujeu qui vint y faire soigner ses soldats blessés lors de précédents combats contre les forces anglaises.

## Déportation
C'est le 13 décembre 1758 que 1 600 Acadiens de la région de Grand-Pré, de Rivière-aux-Canards, de Pisiguit, de Cobéquid et de Noël s'embarquent sur quatorze navires. Ils vont rejoindre dix autres navires dans la Baie de Fundy avec 1 900 autres Acadiens de la région de Beaubassin. Les navires sont remplis à ras bord.
Charles Lawrence, commandant britannique de la région, avait donné l'ordre de brûler toutes les maisons et de détruire les récoltes pour empêcher les Acadiens qui avaient fui, de revenir dans leurs demeures. C'est ainsi que les villages de Grand-Pré, Pisiguit, et Rivière-aux-Canards furent incendiés.

## Conséquences
Le village de Noël resta abandonné durant plus d'une vingtaine d'années. Ce n'est que vers la fin du XVIIIe siècle que des émigrants écossais vinrent s'y installer et gardèrent la toponymie française de Noël car les descendants des colons écossais avaient créé un folklore selon lequel leurs aïeux s'y seraient installés fortuitement durant la période de Noël. En réalité, le village est nommé en la mémoire de Noël Doiron.